# Cyprinodon ceciliae
El cachorrito de Villa López (Cyprinodon ceciliae) es una especie extinta de pez ciprindontiforme de la familia Cyprinodontidae.

## Morfología
Los machos podían alcanzar los 7 cm de longitud total.

## Distribución
Se encontraba en México.